# Tomás Martín Etcheverry
Tomás Martín Etcheverry (La Plata, 18 luglio 1999) è un tennista argentino.
In singolare ha disputato tre finali del circuito maggiore e ha raggiunto i quarti di finale all'Open di Francia 2023. Il suo miglior ranking ATP è stato il 27º posto raggiunto nel febbraio 2024. Ha esordito nella squadra argentina di Coppa Davis nel 2023. Ha vinto alcuni tornei tra singolare e doppio nell'ATP Challenger Tour.

## Carriera

### Juniores
Ha giocato nell'ITF Junior Circuit dal settembre 2014 al febbraio 2017, conquistando 5 titoli in singolare e 1 in doppio nei tornei minori. Nei tornei di Grade A si è messo in luce nell'Abierto Juvenil Mexicano 2016 arrivando ai quarti di finale in singolare. La sua miglior classifica da juniores è stato il 12º posto nel gennaio 2017.

### 2014-2018, inizi tra i professionisti e primi titoli ITF
Nell'agosto 2014 fa il suo esordio tra i professionisti nel circuito ITF con una sconfitta nel torneo Argentina F14. Vince il suo primo incontro nel torneo di doppio dell'Argentina F7 nel maggio 2015. La prima vittoria in singolare arriva al quinto torneo disputato, l'Ecuador F3 dell'ottobre 2016. Inizia a giocare con regolarità tra i professionisti nel 2018 e in maggio alza il suo primo trofeo vincendo il titolo in doppio al Brazil F3 di Brasilia in coppia con Thiago Seyboth Wild. In agosto disputa 3 finali in singolare, perde la prima all'Italy F21 di Bolzano e vince le altre due al Belgium F7 di Eupen e all'Italy F24 di Cuneo, battendo rispettivamente Jeroen Vanneste e Davide Galoppini. Verso fine anno fa le sue prime esperienze nel circuito Challenger partecipando alle qualificazioni di 4 tornei, senza riuscire a superarle. In dicembre vince un altro torneo ITF in doppio a Santo Domingo.

### 2019-2020, prima finale Challenger e top 300
Nel 2019 gioca soprattutto nel circuito ITF e conquista 3 titoli in doppio e 3 in singolare. In agosto fa il suo debutto in un tabellone principale Challenger a Manerbio e vince il primo incontro con Alessandro Bega, prima di essere eliminato da Federico Coria. Supera il primo turno anche al successivo Challenger di Portorose e nel torneo di doppio si spinge fino ai quarti. In dicembre raggiunge le sue migliori classifiche ATP con la 340ª posizione in singolare e la 409ª in doppio. Il miglior risultato della prima parte del 2020 è il titolo conquistato in doppio in marzo in un torneo ITF argentino, a cui fa seguito la lunga interruzione del tennis mondiale per la pandemia di COVID-19. In agosto disputa per la prima volta i quarti di finale in un Challenger a Trieste e viene sconfitto da Carlos Alcaraz, che si aggiudicherà il torneo. Il mese successivo arriva per la prima volta in finale in un Challenger a Sibiu e viene battuto in due set da Marc-Andrea Huesler. In ottobre viene eliminato al primo incontro nel suo debutto nelle qualificazioni di un torneo ATP al Sardegna Open. Nel corso della stagione migliora più volte il best ranking, salendo in 340ª posizione in settembre in doppio e in 247ª in ottobre in singolare.

### 2021, primi titoli Challenger e 129º del ranking
Il 2021 è l'anno in cui ottiene i suoi primi risultati di rilievo, abbandona definitivamente il circuito ITF e migliora più volte il proprio best ranking. Apre la stagione facendo il suo esordio in un torneo ATP a Delray Beach, dove al primo turno viene eliminato da Christian Harrison. Disputa quindi i due Antalya Challenger, raggiungendo i quarti nel primo e la semifinale nel secondo. Nelle qualificazioni del torneo ATP di Córdoba supera tra gli altri Leonardo Mayer e al primo turno del main draw elimina il nº 101 ATP Andrej Martin, cogliendo il primo successo nel circuito maggiore; al secondo turno strappa un set a Albert Ramos Viñolas. Dopo un periodo di flessione si riprende tra maggio e giugno ai Biella Challenger, arriva in semifinale in singolare al Biella 6 e al Biella 7, e in quest'ultimo vince il torneo di doppio in coppia con Renzo Olivo, conquistando il primo Challenger in carriera. A fine giugno entra per la prima volta nelle qualificazioni di uno Slam in singolare al Roland Garros e viene eliminato al secondo incontro, subisce la stessa sorte un mese più tardi a Wimbledon.
L'11 luglio vince a Perugia il suo primo titolo Challenger in singolare sconfiggendo per 7-5, 6-2 in finale Vitaliy Sachko, dopo che in semifinale aveva eliminato il nº 96 ATP Salvatore Caruso, primo top 100 sconfitto in carriera; nel torneo di doppio raggiunge la finale ancora con Olivo. In singolare arriva quindi la semifinale a Todi e il 1º agosto conquista il titolo al Challenger di Trieste. Una settimana più tardi viene sconfitto da Francisco Cerúndolo nella finale di Cordenons. Eliminato al primo turno delle qualificazioni agli US Open, riprende a salire in classifica con discreti risultati nei Challenger tra cui le semifinali a Banja Luka, Guayaquil e Campinas, e a novembre sale al 129º posto, nuovo best ranking.

### 2022, un titolo Challenger e 72º del ranking in singolare, prime semifinali ATP in doppio
Supera per la prima volta le qualificazioni in una prova dello Slam agli Australian Open e al primo turno del tabellone principale viene sconfitto da Pablo Carreño Busta. Vince contro Nicolás Jarry il suo secondo incontro ATP in carriera a Córdoba ed esce al secondo turno per mano di Nikola Milojević; a Cordoba vince inoltre il suo primo incontro in doppio nel circuito maggiore. A marzo perde contro Hugo Dellien in semifinale al Santiago Challenger e si prende la rivincita su Dellien sconfiggendolo in finale al successivo Challenger del Biobío. Dopo la semifinale disputata a Pereira, ad aprile raggiunge la finale al Challenger 125 di Città del Messico e subisce un secca sconfitta contro Marc-Andrea Hüsler. A fine torneo entra per la prima volta nella top 100 del ranking, al 95º posto. Eliminato al primo turno sia in singolare che in doppio al suo esordio al Roland Garros, torna a mettersi in luce raggiungendo in giugno la finale al Challenger 125 di Perugia e perde in tre set contro Jaume Munar.
Nonostante che nel periodo successivo continui a uscire al primo turno nei tornei del circuito maggiore, tra i quali Wimbledon e gli US Open nei quali fa il suo debutto, a fine luglio sale al 72º posto mondiale. Nei tornei ATP di doppio a Båstad, assieme a Francisco Cerúndolo, e a quello successivo di Los Cabos con Tseng Chun-hsin, raggiunge le sue prime semifinali del circuito maggiore in carriera. Dopo due semifinali disputate nei Challenger, torna a vincere in singolare nel circuito maggiore raggiungendo il secondo turno a San Diego e a Tel Aviv, torneo nel quale elimina il nº 39 del mondo Aslan Karacev. Verso fine anno perde le finali ai Challenger di Lima II e Montevideo.

### 2023, prime finali ATP, quarti di finale al Roland Garros, top 30 ed esordio in Coppa Davis
Vince il suo primo incontro in una prova del Grande Slam agli Australian Open 2023 ed esce di scena al secondo turno. Con i successi su Hugo Dellien e Roberto Carballés Baena, a febbraio raggiunge per la prima volta i quarti di finale in singolare nel circuito ATP all'Argentina Open e perde contro Cameron Norrie dopo aver vinto il primo set. Il mese successivo raggiunge la prima finale ATP al Chile Open, elimina tra gli altri i top 40 Francisco Cerúndolo e Sebastián Báez e viene sconfitto da Nicolás Jarry
con il punteggio di 7-6, 6-7, 2-6 dopo essere stato a due punti dalla vittoria nel tie-break del secondo set. Con questo risultato porta il best ranking al 61º posto. Nei primi due Masters 1000 stagionali raggiunge il secondo turno solo al Miami Open. Raggiunge la finale anche al torneo ATP di Houston e cede dopo due tie-break a Frances Tiafoe; a fine torneo sale alla 59ª posizione mondiale.
Esce al secondo turno nei primi tre tornei ATP europei su terra battuta a Barcellona e ai Masters di Madrid e Roma. Riprende l'ascesa nel ranking con la finale raggiunta al Challenger 175 di Bordeaux, persa contro Ugo Humbert. È una delle rivelazioni al Roland Garros, dove non perde alcun set nel cammino che lo porta per la prima volta ai quarti in una prova del Grande Slam. Elimina tra gli altri i top 20 Alex de Minaur e Borna Ćorić e cede al quarto set ad Alexander Zverev, la settimana successiva sale alla 30ª posizione mondiale. Trova la prima vittoria a Wimbledon eliminando al primo turno Bernabé Zapata Miralles in cinque set ed esce di scena al secondo turno. Eliminato al turno di esordio nei successivi tre tornei su terra battuta, perde la semifinale contro Sebastián Báez a Kitzbühel.
Vince il suo primo incontro in carriera agli US Open ed esce al secondo turno per mano di Stan Wawrinka. Fa quindi il suo esordio in Coppa Davis imponendosi nel singolare disputato nella vittoriosa sfida contro la Lituania. Inizia la trasferta asiatica raccogliendo solo tre giochi contro Sebastian Korda nei quarti di finale al 250 di Zhuhai. Non supera il secondo turno nei successivi China Open e Shanghai Masters. Si spinge fino ai quarti a Basilea con i successi su Korda e Andy Murray e viene eliminato dalla testa di serie nº 1 Holger Rune dopo aver sprecato un match-point con il servizio a disposizione. Perde al secondo turno al Paris Masters contro Novak Đoković e conclude l'anno alla 30ª posizione.

### 2024: una finale ATP e 27º nel ranking
Raggiunge per la prima volta il terzo turno agli Australian eliminando in tre set Andy Murray e Gaël Monfils e viene nuovamente sconfitto da Đoković. Inizia la trasferta in Sudamerica uscendo nei quarti a Cordoba e porta il miglior ranking alla 27ª posizione. È costretto al ritiro nel match dei quarti di finale al successivo Argentina Open contro Jarry, vittima di un infortunio che lo obbligherà a rinunciare all'Indian Wells Open. Prende invece parte al Miami Open e cede al primo turno contro Murray. All'ATP 250 di Houston, dove l'anno passato aveva disputato la finale, perde in semifinale contro Ben Shelton dopo aver vinto il primo set. Elimina il nº 21 del mondo Jarry al Monte Carlo Masters e al secondo turno il vincitore del torneo Stefanos Tsitsipas gli concede un solo gioco. Al 500 di Barcellona si spinge fino alle semifinali battendo tra gli altri Cameron Norrie e viene di nuovo sconfitto dal vincitore del torneo, questa volta Casper Ruud. Dopo alcuni risultati negativi, accede alla finale del torneo ATP di Lione con il successo sull'emergente Luciano Darderi e viene sconfitto al tie break del set decisivo da Giovanni Mpetshi Perricard. Non va oltre il terzo turno al Roland Garros, sconfitto nuovamente da Ruud.
Nei tre tornei disputati sull'erba vince solo un incontro a Wimbledon ed esce per mano di Alexei Popyrin. Sconfitto nei quarti al Swiss Open Gstaad da Jan-Lennard Struff, al suo debutto olimpico ai Giochi di Parigi esce di scena al secondo turno in singolare contro Roman Safiullin e al primo turno in doppio con Mariano Navone. Eliminato al secondo turno al Canadian Open, al Cincinnati Open e a Winston-Salem, si spinge per la prima volta al terzo turno agli US Open e viene sconfitto da Alexander Zverev dopo il successo sul nº 29 ATP Francisco Cerúndolo. Vince entrambi i singolari disputati nella fase a gruppi delle Finals di Coppa Davis e l'Argentina accede ai quarti di finale. All'ATP 1000 di Shanghai esce al secondo turno contro Jannik Sinner dopo aver vinto il primo set. Non va oltre il secondo turno negli ultimi tornei stagionali.

### 2025, semifinale ad Amburgo e discesa nel ranking
Inizia la stagione alla United Cup perdendo contro Alex de Minaur, batte invece Billy Harris e l'Argentina chiude ultima nel girone. Esce al secondo turno all'ATP di Adelaide e agli Australian Open. Nella sfida di Coppa Davis vinta 3-2 contro la Norvegia si aggiudica uno dei due singolari giocati. Al Chile Open si spinge fino ai quarti ed esce per mano di Francisco Cerúndolo. Nei successivi sette tornei ATP vince solo due match di primo turno, mentre non va oltre i quarti nei due tornei Challenger disputati; ad aprile esce dalla top 50. Si riprende all'ATP 500 di Amburgo raggiungendo la semifinale senza perdere alcun set, e viene eliminato in rimonta dal vincitore del torneo Flavio Cobolli dopo il successo nei quarti su Jiří Lehečka. Esce al primo turno al Roland Garros e scende alla 63ª posizione, mentre all'Halle Open si spinge fino ai quarti di finale e recupera 10 posizioni. Perde al primo turno anche a Wimbledon.

## Statistiche
Aggiornate al 28 luglio 2025.

### Finali perse (3)
| Legenda              |
| Grande Slam (0)      |
| ATP Finals (0)       |
| ATP Masters 1000 (0) |
| ATP Tour 500 (0)     |
| ATP Tour 250 (3)     |

| N. | Data           | Torneo                                       | Superficie  | Avversario in finale       | Punteggio           |
| 1. | 6 marzo 2023   | Chile Open, Santiago                         | Terra rossa | Nicolás Jarry              | 7-6(5), 6(5)-7, 2-6 |
| 2. | 9 aprile 2023  | U.S. Men's Clay Court Championships, Houston | Terra rossa | Frances Tiafoe             | 6(1)-7, 6(6)-7      |
| 3. | 25 maggio 2024 | Open Parc Auvergne-Rhône-Alpes Lyon, Lione   | Terra rossa | Giovanni Mpetshi Perricard | 4-6, 6-1, 6(7)-7    |

### Tornei minori

#### Singolare

##### Vittorie (8)
| Legenda tornei minori |
| Challenger (3)        |
| Futures (5)           |

| N. | Data           | Torneo                                             | Superficie  | Avversario in finale   | Punteggio |
| 1. | 11 luglio 2021 | Internazionali di Tennis Città di Perugia, Perugia | Terra rossa | Vitaliy Sachko         | 7-5, 6-2  |
| 2. | 1º agosto 2021 | Internazionali di Tennis Città di Trieste, Trieste | Terra rossa | Thiago Agustín Tirante | 6-1, 6-1  |
| 3. | 20 marzo 2022  | Challenger del Biobío, Concepción                  | Terra rossa | Hugo Dellien           | 6-3, 6-2  |

##### Finali perse (14)
| Legenda tornei minori |
| Challenger (7)        |
| Futures (7)           |

| N. | Data              | Torneo                                              | Superficie  | Avversario in finale    | Punteggio           |
| 1. | 27 settembre 2020 | Sibiu Open, Sibiu                                   | Terra rossa | Marc-Andrea Huesler     | 5-7, 0-6            |
| 2. | 8 agosto 2021     | Internazionali del Friuli Venezia Giulia, Cordenons | Terra rossa | Francisco Cerúndolo     | 1-6, 2-6            |
| 3. | 10 aprile 2022    | Mexico City Open, Città del Messico                 | Terra rossa | Marc-Andrea Huesler     | 4-6, 2-6            |
| 4. | 12 giugno 2022    | Internazionali di Tennis Città di Perugia, Perugia  | Terra rossa | Jaume Munar             | 3-6, 6-4, 1-6       |
| 5. | 30 ottobre 2022   | Lima Challenger II, Lima                            | Terra rossa | Daniel Altmaier         | 1-6, 7–6(4), 4-6    |
| 6. | 14 novembre 2022  | Uruguay Open, Montevideo                            | Terra rossa | Genaro Alberto Olivieri | 7–6(3), 6(5)–7, 3-6 |
| 7. | 20 maggio 2023    | Tournoi International de Bordeaux, Bordeaux         | Terra rossa | Ugo Humbert             | 6(3)–7, 4-6         |

#### Doppio

##### Vittorie (7)
| Legenda tornei minori |
| Challenger (1)        |
| Futures (6)           |

| N. | Data          | Torneo                    | Superficie  | Compagno    | Avversari in finale                      | Punteggio        |
| 1. | 6 giugno 2021 | Biella Challenger, Biella | Terra rossa | Renzo Olivo | Luis David Martínez David Vega Hernandez | 3-6, 6-3, [10-8] |

##### Finali perse (7)
| Legenda tornei minori |
| Challenger (1)        |
| Futures (6)           |

| N. | Data           | Torneo                                             | Superficie  | Compagno    | Avversari in finale             | Punteggio        |
| 1. | 11 luglio 2021 | Internazionali di Tennis Città di Perugia, Perugia | Terra rossa | Renzo Olivo | Vitaliy Sachko Dominic Stricker | 3-6, 7-5, [8-10] |

## Risultati in progressione
| Sigla | Risultato               |
| ----- | ----------------------- |
| V     | Vincitore               |
| F     | Finalista               |
| SF    | Semifinalista           |
| O     | Oro olimpico            |
| A     | Argento olimpico        |
| SF    | Bronzo olimpico         |
| QF    | Quarti di Finale        |
| 4T    | Quarto turno            |
| 3T    | Terzo turno             |
| 2T    | Secondo turno           |
| 1T    | Primo turno             |
| RR    | Round Robin             |
| LQ    | Turno di qualificazione |
| A     | Assente                 |
| ND    | Non disputato           |

| Legenda superfici    |
| -------------------- |
| Cemento              |
| Terra battuta        |
| Erba                 |
| Superficie variabile |

### Singolare
| Tornei Grande Slam |     |               |               |     |     |       |
| Australian Open    | A   | 1T            | 2T            | 3T  | 2T  | 4-4   |
| Roland Garros      | Q2  | 1T            | QF            | 3T  |     | 6-3   |
| Wimbledon          | Q2  | 1T            | 2T            | 2T  |     | 2-3   |
| US Open            | Q1  | 1T            | 2T            | 3T  |     | 3-3   |
| Vittorie-Sconfitte | 0-0 | 0-4           | 7-4           | 7-4 | 1-1 | 15-13 |
| Giochi Olimpici    |     |               |               |     |     |       |
| Giochi Olimpici    | A   | Non disputati | Non disputati | 2T  | ND  | 1-1   |
| Vittorie-Sconfitte | 0-0 | Non disputati | Non disputati | 1-1 | ND  | 1-1   |